# Enoch Arden (Oper)
Enoch Arden oder Der Möwenschrei, wie der vollständige Titel lautet, ist eine Oper in vier Akten von Ottmar Gerster. Das Libretto stammt von Karl Michael von Levetzow. Es basiert auf der Ballade Enoch Arden des englischen Dichters Alfred Tennyson, einem Versepos, das 1864 verfasst wurde und bis zum Ersten Weltkrieg einen Riesenerfolg erlebte. Das Werk wurde am 15. November 1936 in Düsseldorf uraufgeführt und war bald danach eine der meistaufgeführten zeitgenössischen Opern. Heute ist sie nahezu vergessen.

## Orchester
Zwei Flöten, zwei Oboen, zwei Klarinetten, zwei Fagotte, vier Hörner, drei Trompeten, drei Posaunen, eine Basstuba, eine Harfe, ein Akkordeon, großes Schlagwerk und Streicher

## Handlung
Die Akte 1, 2 und 4 spielen in einer kleinen Hafenstadt in England und der dritte Akt auf einer fiktiven Insel in der Südsee Mitte des 19. Jahrhunderts.

### Erster Akt
Bild: Diele in Enoch Ardens Haus
Der alte Seebär Enoch Arden ist seit einem Jahr mit der wesentlich jüngeren Annemarie verheiratet. Trotz des großen Altersunterschiedes ist sich das Paar in wahrer Liebe zugetan. Heute ist der Tag gekommen, an dem Enoch als Kapitän seine letzte Seereise antreten will. Freudig beginnt er zu tanzen und fordert seine Gattin auf, ein Gleiches zu tun. Erst sträubt sie sich, lässt sich dann aber von der guten Laune ihres Mannes anstecken und tanzt mit ihm.
Plötzlich steht Klas, der Besitzer der einzigen Windmühle in der Stadt, im Haus. Annemarie erschrickt, als sie ihn sieht. Sie war früher einmal für kurze Zeit mit Klas verlobt, aber als sie ihren Enoch kennen und lieben lernte, trennte sie sich von ihm. Trotz allem sind Enoch und Klas dicke Freunde geblieben. Enoch selbst hat Klas holen lassen. Er bittet ihn, gut auf Annemarie aufzupassen, solange er auf Reisen sei. Enoch nimmt bewegend Abschied von den beiden.

### Zweiter Akt
Bild: In Klasens Windmühle
Inzwischen sind zehn Jahre vergangen, ohne dass Annemarie ein Lebenszeichen von ihrem Gatten vernommen hat. Sie hält ihn für verschollen und ist deshalb mit dem kleinen Enoch zu Klas in die Windmühle gezogen. Soeben kommt sie vom sonntäglichen Gottesdienst zurück. Heute jährt sich wieder einmal der Tag, an dem ihr Mann seine letzte Seereise antrat. Es hat sich ergeben, dass sie immer an diesen Gedenktagen für Enochs Seelenheil in der Kirche betet. Nur allzu gerne hätte Annemarie Gewissheit, ob ihr Mann noch am Leben ist; denn inzwischen ist ihr Herz wieder für Klas entbrannt, der sich auch immer ganz rührend um ihren und Enochs gemeinsamen Sohn kümmert, so als wäre er sein eigener.
Der Bürgermeister kommt zu Besuch. Er erzählt, bei ihm sei heute eine Flasche mit einem Brief angespült worden. Dieser enthalte die Nachricht, dass Annemaries Gatte in der Fremde verstorben sei. Nun können es Klas und Annemarie kaum erwarten, sich vor dem Pfarrer das Ja-Wort zu geben. Gleich morgen soll dies der Fall sein. Und heute wird mit allen Nachbarinnen und Nachbarn tüchtig Polterabend gefeiert.

### Dritter Akt
Bild: Auf einer Südseeinsel
Enoch Arden lebt seit mehr als zehn Jahren als Schiffbrüchiger auf einer Südseeinsel. Die Sorge um seine Frau und den gemeinsamen Sohn haben ihn gehörig altern lassen. Dass er noch gerettet werden könnte, glaubt er inzwischen nicht mehr. Heute ist gar der letzte Funken Hoffnung in ihm erloschen. Wenn das Feuer, an dem er sitzt, nicht mehr glimmt, will er keine Nahrung mehr zu sich nehmen und sich zum Sterben niederlegen. 
Müde blickt Enoch aufs Meer hinaus. Plötzlich wird ihm ganz anders zumute. Er sieht, wie sich ein Schiff der Insel nähert. Rasch facht er das Feuer wieder an. Freudig erregt erwartet er seine Retter. Als sie endlich kommen, sinkt er ohnmächtig zusammen.

### Vierter Akt
Bild: Stadtplatz
Wieder sind einige Jahre ins Land gegangen. Enoch Arden junior ist zu einem stattlichen Mann herangewachsen. Heute ist der Tag gekommen, an dem er zum ersten Mal seine Heimat verlassen will. Nachdem er mit seinen Freunden Abschied gefeiert hat, will er die letzten Einkäufe tätigen. Er bemerkt einen alten Mann, der in einer schäbigen Kapitänsuniform den Weg zur Windmühle eingeschlagen hat. Dass dieser sein Vater ist, wird ihm nicht bewusst.
Enoch Arden trifft auf seinen alten Freund Klas. Von ihm erfährt er, was seit seiner Abreise so alles geschehen ist. Die Nachricht über die zweite Heirat seiner Frau lässt ihn zunächst vor Zorn erbeben; doch die ehrliche Art und Weise, wie Klas ihm dies beibringt, beruhigt ihn wieder. All die Jahre bis zum Auffinden der Flaschenpost sei ihm Annemarie treu ergeben gewesen. 
Enoch Arden weiß nicht, wie es weitergehen soll. Schließlich fasst er den Entschluss, dass Annemarie selbst entscheiden soll, welchem Mann ihre größere Liebe gehöre. Als sich das einstige Ehepaar gegenübersteht, erkennt Enoch zwar seine Frau, aber er ist für sie nur ein Fremder. Ihm wird bewusst, dass es das beste für die Familie ist, wenn der alte Enoch Arden tot bleibt. Nur seinen Sohn will er ein letztes Mal sprechen. Er bringt ihm den Segen seines Vaters, legt ihm die Hände auf die Schulter und küsst ihn. Anschließend stürzt er sich ins Meer. 

## Musik
Die Musik steht dem Volkslied, teilweise auch in seiner derben Ausprägung, nahe und ist daher sehr eingängig. Dabei dominieren Quart- und Quintakkorde. Reizvoll ist auch die Musik zu den drei kleinen Balletten, die die Oper enthält: den Tanz am Polterabend im zweiten Akt sowie den Tanz der weißen Möwen und die Schifferpolka im vierten Akt.